# Puijonlaakso
Puijonlaakso est un quartier de Kuopio en Finlande.

## Description
Puijonlaakso est situé à l'ouest de l'aire de loisirs de Puijo, à environ 2-3 km de la place du marché de Kuopio.
La zone a été principalement construite dans les années 1960 et 1970 et son parc de logements se compose principalement d'immeubles résidentiels.
Puijonlaakso compte près de 7 000 habitants.
Puijonlaakso a un centre commercial, des services médicaux, une pharmacie, des crèches, des structures d'accueil pour les jeunes, une bibliothèque, une clinique vétérinaire, un gymnase et l'église de Puijo.
En bordure du quartier se trouve la salle Kuopio, qui offre des installations sportives  d'athlétisme, de gymnastique et d'escalade. À côté de la salle Kuopio, on trouve une piscine et une patinoire.
On y trouve aussi la zone de pêche et la plage de Sammakkolampi.

## Lieux et monuments

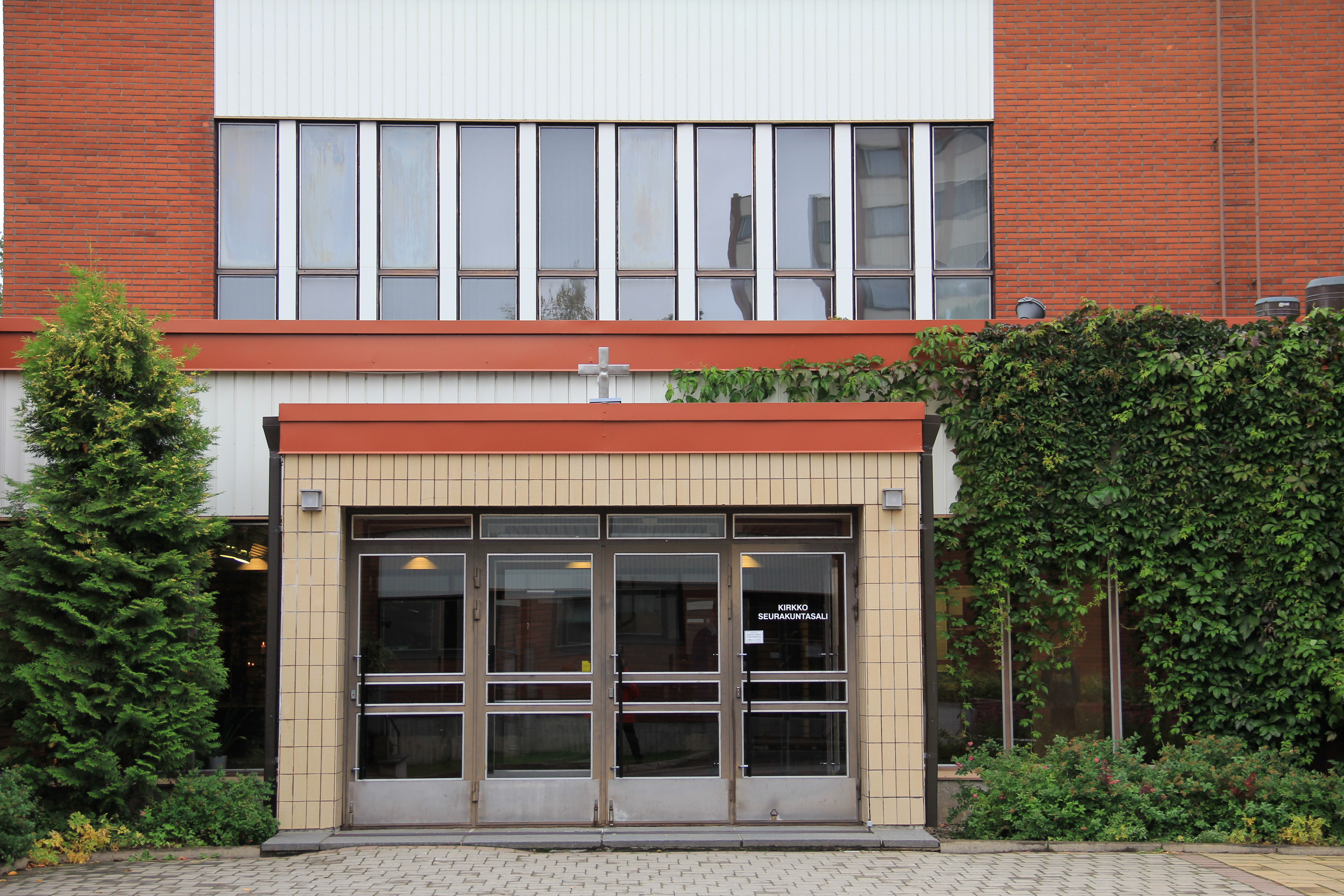
Église de Puijo.
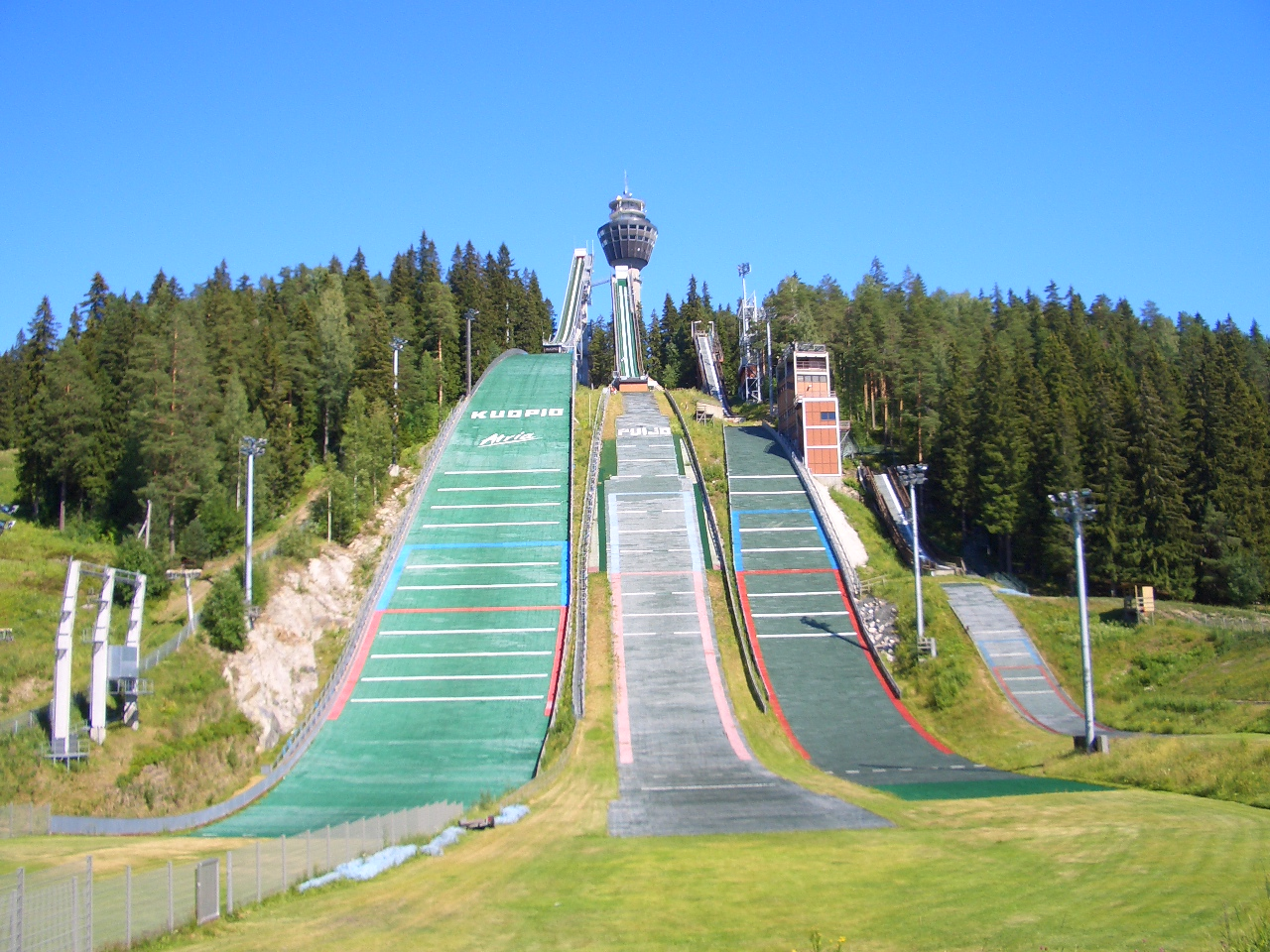
Tremplins de Puijo